# Pont de la Central (Terradets)
El Pont de la Central és un pont a cavall dels municipis de Castell de Mur, en territori del poble de Cellers a l'antic terme de Guàrdia de Tremp, i de Llimiana.
És a prop de l'extrem sud-est del terme municipal de Castell de Mur i del sud-oest del de Llimiana. El pont uneix les dues ribes de la Noguera Pallaresa, just a ponent de la central hidroelèctrica de Terradets i uns 200 metres al sud-sud-est de la Presa de Terradets. Al damunt de l'extrem de ponent del pont, muntanya amunt cap a l'oest, hi ha el Corral de Corçà.